# Эфиопия на летних Олимпийских играх 1972
Эфиопия участвовала в летних Олимпийских играх 1972 года в Мюнхене, ФРГ. 31 спортсмен принял участие в 20 соревнованиях по 3 видам спорта.

## Призёры

### Бронза
| Бронза |                |                                          |
| #      | Спортсмен (-ы) | Вид спорта (дисциплина)                  |
| 1      | Мирус Ифтер    | Легкая атлетика, мужчины. Бег, 10 000 м. |
| 2      | Мамо Волде     | Легкая атлетика, мужчины. Марафон.       |

## Участие

### Велосипедный спорт
Шоссейная групповая гонка на 200 км
- Текесте Вольду — 53 место
- Фисихасион Гебрейесус — не финишировал
- Риссом Гебре Мескеи — не финишировал
- Сулейман Абдул Рахман — не финишировал

Шоссейная командная гонка на 100 км
- Мехари Окубамикаэль
- Риссом Гебре Мескеи
- Фисихасион Гебрейесус
- Текесте Вольду

### Легкая атлетика
Мужчины, 100 метров
- Эгзи Габре-Габре
  - Первый забег  — 10,89 с.

Мужчины, 800 метров
- Мулугетта Тадессе
  - Предварительный забег — 1:47,1
  - Полуфиналы — 1:48,9
- Шибро Регасса
  - Предварительный забег — 1:53.3

Мужчины, 1500 метров
- Хайлу Эбба
  - Предварительный забе — 3:41,6
  - Полуфиналы — 3:43.7
- Шибро Регасса
  - Предварительный забег — 3:43,6
  - Полуфиналы — 3:41.9

Мужчины, 5000 метров
- Толосса Коту
  - Предварительный забег — 13:46.2
- Текле Фитинса
  - Предварительный забег — 13:50.4

Мужчины, 10 000 метров
- Тадессе Вольде-Медхын
  - Предварительный забег — 28:45.4

Мужская эстафета 4х100 м
- Сисай Фелеке, Соломон Белай, Кебеде Бедассо, и Эгзи Габре-Габре
  - Предварительный забег — DNF

На старт не вышел Фикру Дегуэфу